# Тед Хјуз
Едвард Џејмс Хјуз (енгл. Edward James "Ted" Hughes; 17. августа 1930 — 28. октобра 1998) био је енглески песник и дечји писац, познат као Тед Хјуз. Критичари су га убрајали у најбоље песнике своје генерације.
Био је ожењен британском песникињом Силвијом Плат, од 1956. до њене смрти. Она се убила 1963. у 30. години живота. 
Године 2008, часопис Тајм је поставио Хјуза на четврто место њихове листе „50 најбољих британских писаца после 1945“.
Дана 22. марта 2010. је објављено да ће Хјуз добити место у Вестминстерској опатији.

## Изабрана библиографија

### Збирке поезије
- 1957 The Hawk in the Rain
- 1960 Lupercal
- 1967 Wodwo
- 1970 Crow: From the Life and the Songs of the Crow
- 1972 Selected Poems 1957-1967
- 1975 Cave Birds
- 1977 Gaudete
- 1979 Remains of Elmet
- 1979 Moortown
- 1983 River
- 1986 Flowers and Insects
- 1989 Wolfwatching
- 1992 Rain-charm for the Duchy
- 1994 New Selected Poems 1957-1994
- 1997 Tales from Ovid
- 1998 Birthday Letters
- 2003 Collected Poems

### Збирке приповедака
- 1995 The Dreamfighter, and Other Creation Tales. Faber and Faber (London, England)
- 1995 Difficulties of a Bridegroom: Collected Short Stories. Picador (New York, NY)

### Проза
- 1967 Poetry in the Making: An Anthology of Poems and Programmes from "Listening and Writing. Faber (London) 1967.
- 1992 Shakespeare and the Goddess of Complete Being Farrar, Straus, and Giroux (New York)
- 1993 A Dancer to God Tributes to T. S. Eliot. (Editor) Farrar, Straus, and Giroux (New York)
- 1994 Winter Pollen: Occasional Prose. (Essay collection) . Edited by William Scammell, Faber (London). Picador USA (New York) 1995.